# Caesalpinia globulorum
Caesalpinia globulorum là một loài thực vật có hoa trong họ Đậu. Loài này được Bakh.f. & P.Royen miêu tả khoa học đầu tiên.